# 新伊萬尼夫卡 (博爾赫拉德區)

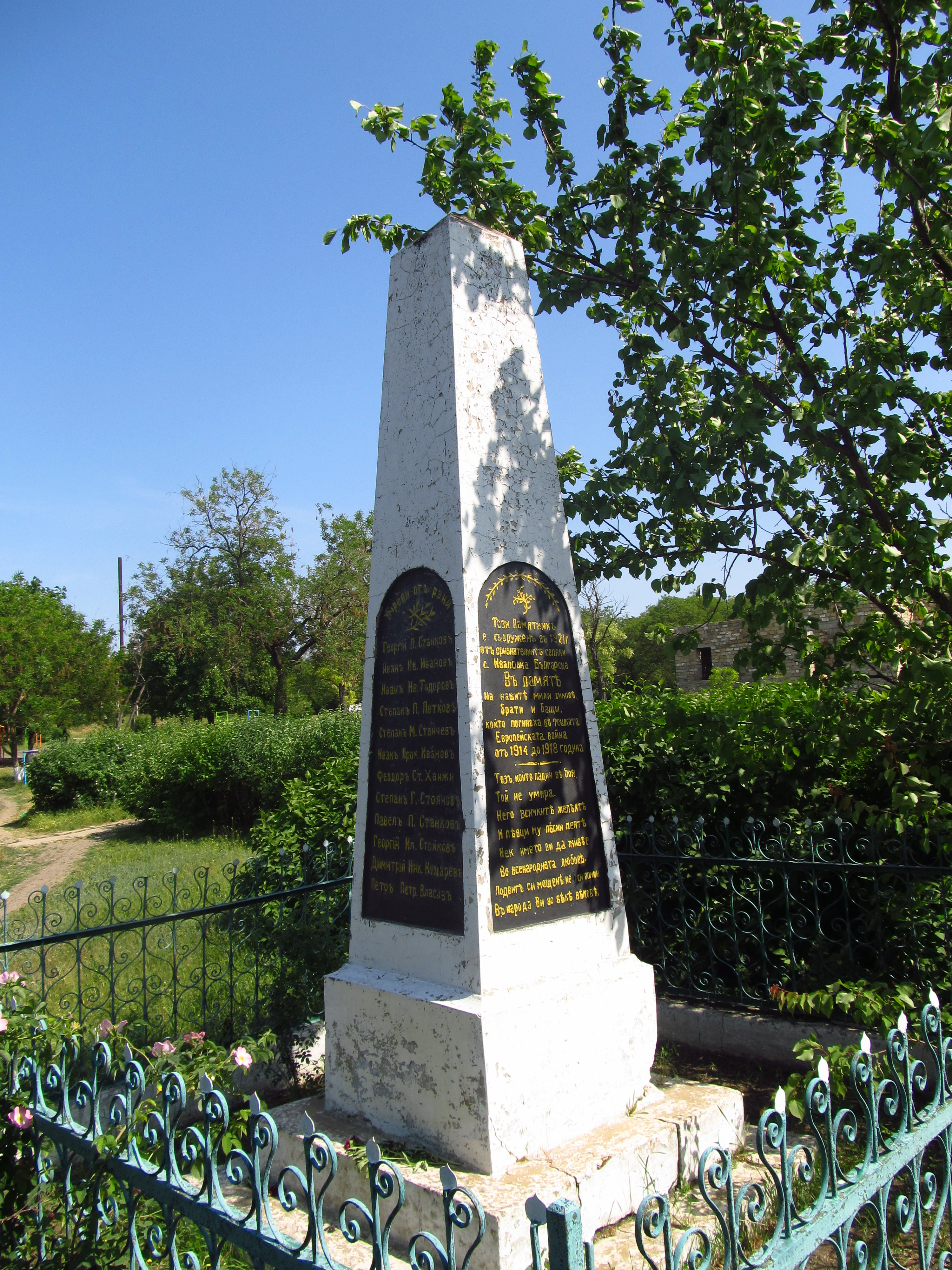

45°54′55″N 29°4′58″E / 45.91528°N 29.08278°E
新伊萬尼夫卡（烏克蘭語：Нова Іванівка）是位於烏克蘭西南部的村莊，由敖德萨州博爾赫拉德區的阿爾齊茲市鎮負責管轄。該村始建於1821年，面積3.54平方公里，海拔高度45米，2008年人口1,869，人口密度每平方公里527.97人。